# アヌワット・ゲーオサムリット
アヌワット・ゲーオサムリット（Anuwat Kaewsamrit、1981年11月17日 - ）は、タイの男性ムエタイ選手、キックボクサー、プロボクサー。ゲーオサムリットジム所属。ラジャダムナン王座の4階級制覇を達成し、2005年に史上初のラジャダムナン、ルンピニー統一王者となった。初代WBCムエタイ世界フェザー級王者。タイ人のムエタイ選手には珍しいパンチを主体とするスタイルを持ち、パンチでのKO勝利も多い。アヌワット・ゲオサムリットとも表記される。

## 来歴
元々はゲーオサムリットジムで手伝いとして働いていたが、13歳の時にパタヤ戦で選手としてデビューし、KO勝利。
1998年10月31日、17歳の時に新日本キックボクシング協会の興行で深津飛成（フライ級王者）と対戦。5R0分56秒TKO勝利。
2005年5月6日、ルンピニー・スタジアム認定フェザー級王者のノッパラット・ギャットガムトンと統一戦を行い、右ストレートを顔面に当て1RTKOで下しラジャダムナン・ルンピニー統一フェザー級王者となった。統一王者は全階級通じて史上初の快挙。
2005年8月11日、タイ国王宮広場前で開かれた王妃生誕記念興行で古豪トンチャイ・トー.シラーチャイと対戦。アヌワットはソンチャイ傘下の選手ではなかったが、人気選手だったために呼ばれた。試合は大差判定で勝利。
2005年10月29日、新日本キックボクシング協会元フェザー級王者の小野寺力の引退試合の対戦相手を務め、2RKO勝利。
2009年3月1日、M-1 FAIRTEX ムエタイチャレンジ 2009「Yod Nak Suu vol.1」のWPMF世界フェザー級タイトルマッチで駿太と対戦し、1R2分5秒右フックでTKO勝利。
2009年10月12日、ニュージャパンキックボクシング連盟/センチャイムエタイ主催「MuayThai Open 9」のメインイベントで2008年のムエタイMVPウティデート・ルークプラバートと対戦し、3R1分54秒右フックでKO勝利。
2010年7月11日、ニュージャパンキックボクシング連盟/センチャイムエタイ主催「MuayThai Open 12」のメインイベント・WPMF世界フェザー級タイトルマッチで心・センチャイジムと対戦し、5R33秒右フックでKO勝利。
2010年10月3日にRISEが開催した「RISE 71」のメインイベントで板橋寛と対戦し、0-3の判定負け。6度目の日本での試合で初黒星となった。

## 戦績
| 勝敗 | 対戦相手                         | 試合結果                          | 大会名                                                                                        | 開催年月日     |
| ×    | 板橋寛                           | 3R+延長R終了 判定0-3              | RISE 71                                                                                       | 2010年10月3日  |
| ○    | 心・センチャイジム               | 5R 0:33 KO（右フック）            | ニュージャパンキックボクシング連盟「MuayThai Open 12」 【WPMF世界フェザー級タイトルマッチ】   | 2010年7月11日  |
| ○    | ウティデート・ルークプラバート   | 3R 1:54 KO（右フック）            | ニュージャパンキックボクシング連盟「MuayThai Open 9」                                         | 2009年10月12日 |
| ×    | モンコンチャイ・ペットスパーパン | 5R終了 判定0-3                    | スック・ダウルンチューチャルン                                                                | 2009年10月1日  |
| ○    | 駿太                             | 1R 2:05 TKO（右フック）           | M-1 FAIRTEX ムエタイチャレンジ 2009「Yod Nak Suu vol.1」 【WPMF世界フェザー級タイトルマッチ】 | 2009年3月1日   |
| ×    | ジョムトーン・チュワタナ         | 5R終了 判定0-3                    | ラジャダムナン・スタジアム 【WBCムエタイ世界フェザー級タイトルマッチ】                        | 2008年7月31日  |
| ○    | 小野寺力                         | 2R 1:28 KO（3ダウン：右フック）   | 新日本キックボクシング協会「小野寺力引退記念大会 NO KICK, NO LIFE 〜FINAL〜」                 | 2005年10月29日 |
| ○    | 深津飛成                         | 5R 0:56 TKO（レフェリーストップ） | 新日本キックボクシング協会                                                                    | 1998年10月31日 |

## 獲得タイトル
- オームノーイ・スタジアム認定スーパーバンタム級王座
- ラジャダムナン・スタジアム認定ミニフライ級王座
- ラジャダムナン・スタジアム認定ライトフライ級王座
- ラジャダムナン・スタジアム認定スーパーフライ級王座
- ラジャダムナン・スタジアム認定フェザー級王座
- ルンピニー・スタジアム認定フェザー級王座
- 2003年ISUZU DI CUP 122ポンド級トーナメント 優勝
- 初代WBCムエタイ世界フェザー級王座
- WPMF世界フェザー級王座（1度防衛）
- S1世界フェザー級王座
- WMC世界ライト級王座

## 表彰
- タイ国スポーツマスコミ協会選出ムエタイ部門最優秀賞受賞（2004、2005年度）
- タイ国スポーツ協会選出ムエタイ部門最優秀選手賞受賞（2004、2005年度）